# Середня носова раковина
Середня носова раковина (лат. concha nasalis media) — носова раковина, розташована між верхньою і нижньою носовими раковинами. Кісткову основу середніх носових раковин складають дві базальні пластинки (lamellae basales) решітчастої кістки, що спускаються з нижнього відділу медіальних стінок решітчастого лабіринту, загинаючись донизу. Обмежує знизу верхній носовий хід, і зверху — середній носовий хід. У місці, де раковина трошки не доходить до перегородки носа, розташований загальний носовий хід.
По довжині в середній носовій раковині можна виділити три частини:
- Передня частина — в ділянці передньої частини решітчастого лабіринту, йде навкоси додолу в сагітальній площині;
- Середня частина — розташована у фронтальній площині, відділяє передню частину лабіринту від задньої;
- Задня частина — йде горизонтально, підходячи до очничної пластинки та/чи медіальної стінки верхньощелепної пазухи.

Патологією середньої носової раковини є пневматизована чи аерована носова раковина (concha bullosa). Проявляється здуттям слизової оболонки раковини внаслідок запального процесу. У деяких випадках може перешкоджувати проходу повітря, сильно утрудняючи дихання.

## Галерея

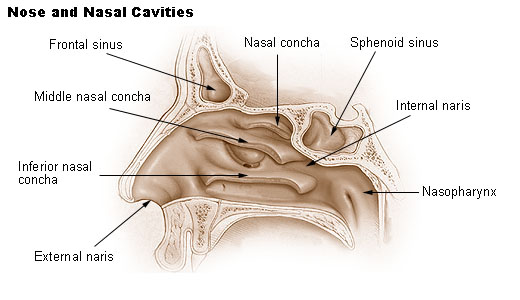
Носова порожнина з носовими ходами.
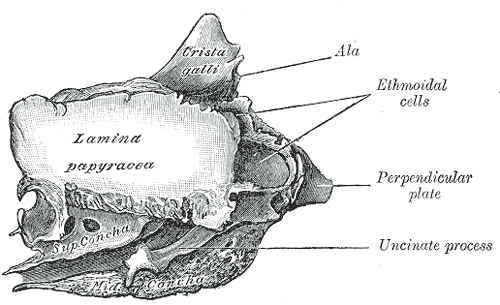
Решітчаста кістка справа.
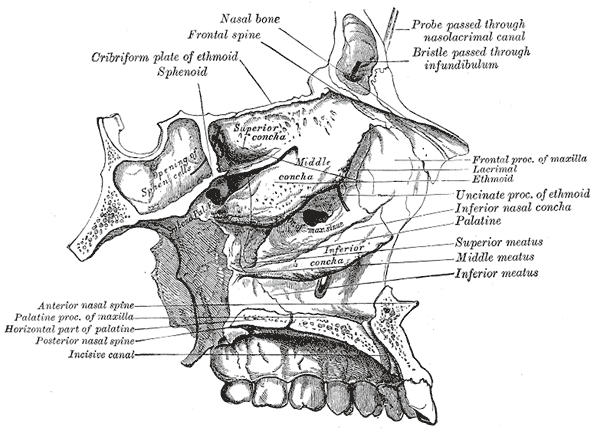
Верхня, нижня і латеральна стінки носової порожнини зліва.
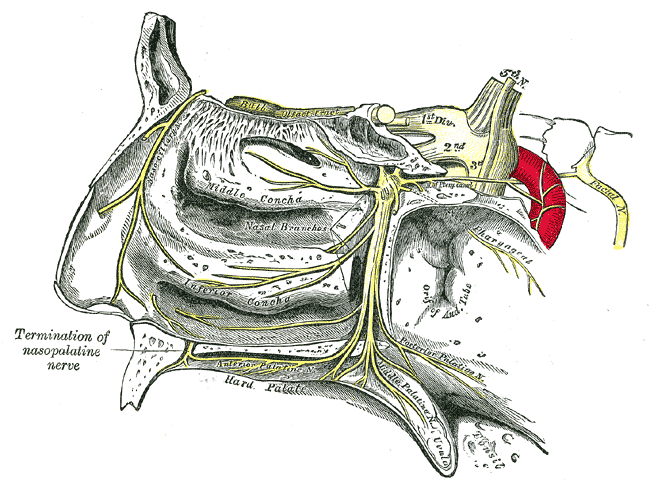
Клиноподібно-піднебінний ганглій і його гілки.
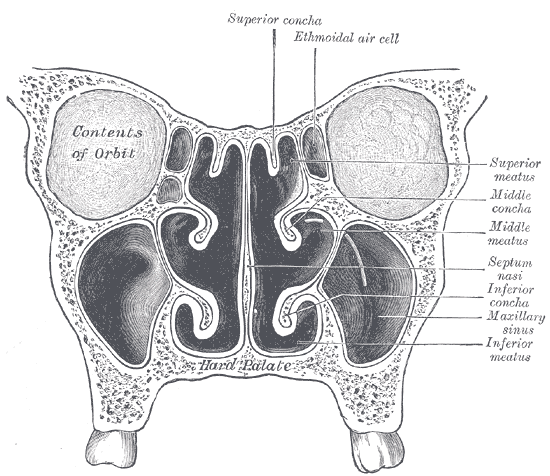
Фронтальний розріз носової порожнини.
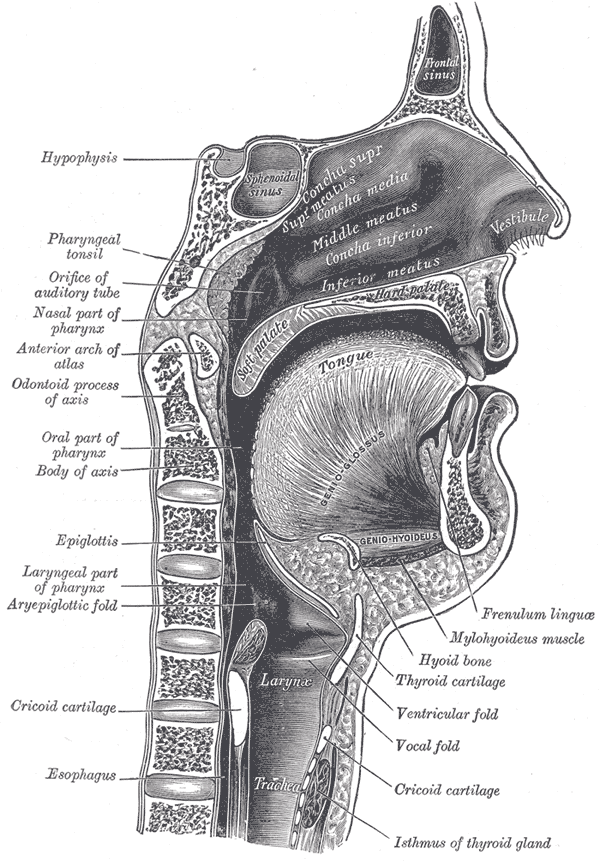
Сагітальний розріз носа, рота, глотки і гортані.
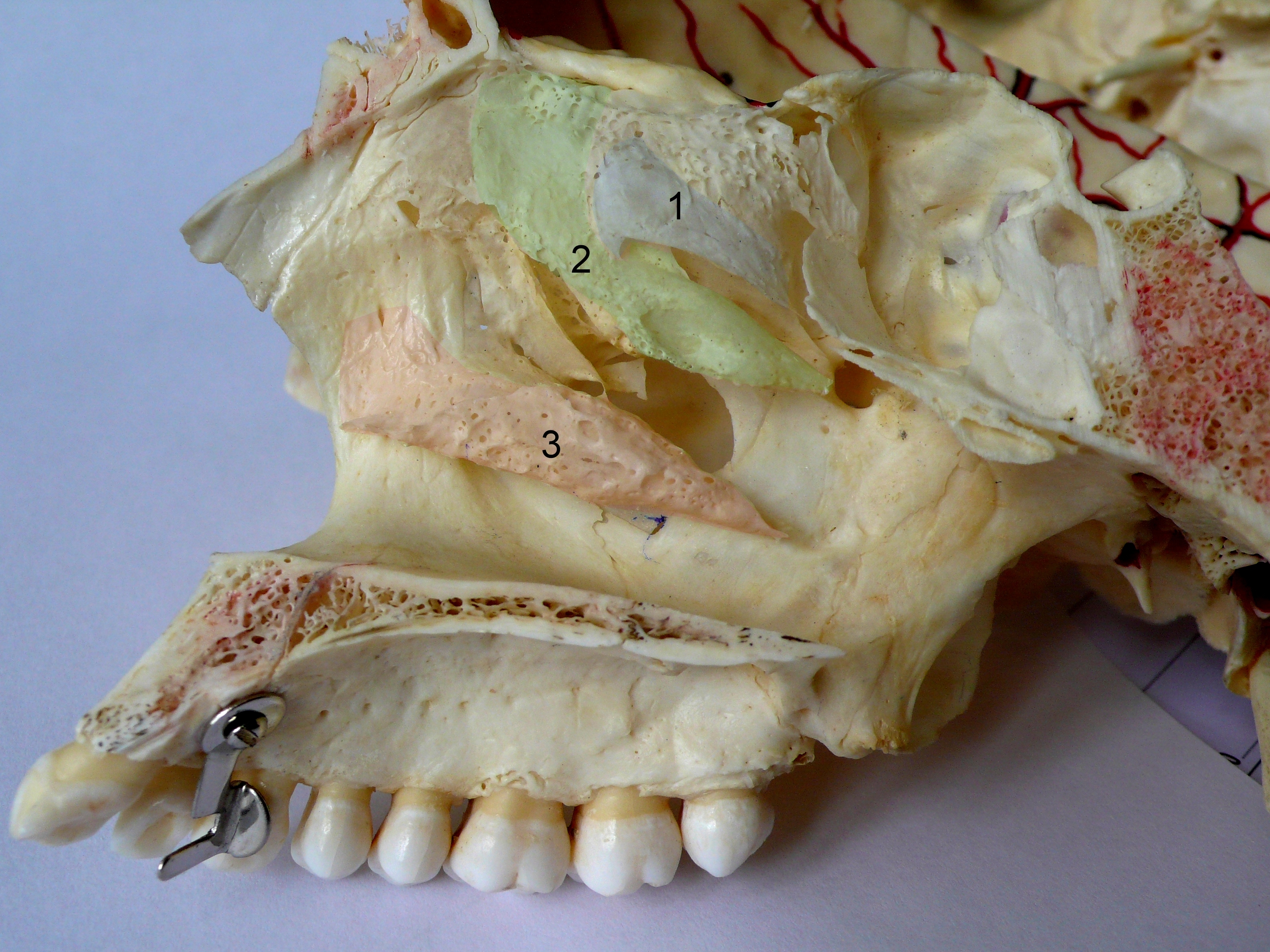
Носові раковини.